# The Elder Scrolls III: Bloodmoon
The Elder Scrolls III: Bloodmoon — дополнение для компьютерной игры The Elder Scrolls III: Morrowind. В качестве разработчика выступила Bethesda Games Studios, в качестве издателя - Bethesda Softworks. Дополнение было выпущено в 2003 году для персональных компьютеров под управлением Windows и игровой приставки Xbox. Помимо добавления дополнительного контента обновляет игру до версии 1.6.

## Сюжет
Недавно Империя основала новую шахтёрскую колонию на острове Солстхейм. Игроку предлагается вступить в Восточную Имперскую Компанию и помочь развитию поселка на Вороньей Скале. Капитан форта Инеевой Бабочки просит героя о нескольких услугах, а однажды, возвратившись с выполненного задания, герой обнаруживает, что Форт серьёзно пострадал от нападения оборотней, а капитан исчез. Временно управляющий фортом офицер направляет героя в деревню скаалов — местного племени нордлингов. Они обещают помочь герою, если тот восстановит природное равновесие, нарушенное имперцами на Солстхейме.
Выполнив поручение шамана скаалов, герой возвращается к нему, и тут начинаются события, предсказанные в Пророчестве Кровавой Луны. Весь остров начинает страдать от внезапного возникновения стай агрессивных оборотней, а игрок заражается ликантропией — болезнью, превращающей обычного человека в оборотня. Теперь герою предстоит либо стать оборотнем, и, поклоняясь Хирсину, участвовать в его Охоте, либо, наоборот, излечиться и противостоять Принцу Даэдра.

### Воронья скала
По прибытии в Форт Инеевой Бабочки герою сразу становится доступна линия побочных квестов, которая связана с основанием колонии, главной задачей которой является добыча сырца эбонита. Чтобы поучаствовать в основании колонии, необходимо найти Карниуса Магиуса — главу Восточной Имперской Компании. Карниус поручит главному герою отвести троих поселенцев на северо-восток, на Воронью Скалу, после чего те через несколько дней построят там шахту и пару жилых домов. Также Карниус наградит вас акцией своей компании, цена которой будет расти по мере расширения поселения на Вороньей скале. Но не все так просто: чем более развито ваше поселение, тем серьёзнее становятся проблемы, с которыми должен справляться ваш герой. Без вмешательства протагониста поселенцы даже не смогут решить, построить им кузницу или магазин. Также герою предстоит сражаться со спригганами, корнями деревьев, кусками льда в шахте, усмирять дерзкого паромщика, прогонять нордлинга-хиппи, мешающего строительству и производству, и т. д. В конце концов, игроку предстоит стать жертвой интриги своего босса. Кариус использует наёмников, одетых как аборигены, чтобы разорить колонию. Однако герой разоблачает негодяя. В результате схватки между героем и злодеем, Кариус погибает, а игрок становится новым Фактором Восточной Имперской Компании.

## Изменения в игровом процессе
Одним из новшеств этого дополнения стала болезнь ликантропия, превращающая своего носителя в ужасного человекоподобного волка каждую ночь. В фазе оборотня персонаж не может использовать ни магию, ни оружие, ни доспехи, лишь свои когти. Зато в качестве компенсации его сила многократно возрастает. В шкуре оборотня игроку каждую ночь придётся убивать хотя бы одного гуманоида-NPC.
Чтобы стать ликантропом достаточно лишь найти на острове любого оборотня (появляются лишь ночью) и позволить ему бить вашего персонажа до появления сообщения о заражении. Оборотни встречаются довольно редко, а при низком уровне персонажа зверь скорее загрызет игрока до смерти прежде, чем успеет заразить. Однако по сюжетной линии заражение всё равно произойдёт.

## Разработка и выпуск
Дополнение было анонсировано 14 февраля 2003 года. Выход Bloodmoon состоялся 3 июня 2003 года.

## Оценки
| Сводный рейтинг | Сводный рейтинг |
| Агрегатор       | Оценка          |
| --------------- | --------------- |
| GameRankings    | 82,70 %         |